# Pás nestability
Pás nestability je téměř vertikální oblast na Hertzsprungově–Russellově diagramu, v němž se nacházejí pulsující proměnné hvězdy (patří sem i proměnná hvězda typu RR Lyrae, Cefeida, proměnná hvězda typu W Virginis, pulzující bílý trpaslík, proměnná hvězda typu RV Tauri, proměnná hvězda typu delta Scuti, proměnná hvězda typu SX PHOENICIA a rychle oscilující Ap hvězdy). 
Nestabilní pruh protíná hlavní posloupnost v oblasti hvězd A a F (1 - 2násobek hmoty Slunce) a rozšiřuje se vertikálně vzhůru do vyšších světelností. Dolní část pruhu se jeví jako Hertzsprungova mezera na HR diagramu.

## Pulzace
Hvězdy v pásu nestability pulzují díky He III (dvojitě ionizované helium). U normálních AFG hvězd je ve fotosféře He neutrální. Hlouběji pod fotosférou v teplotě 25 000 - 30 000 K začíná vrstva He II (první ionizace He). Druhá ionizace (He III) začíná při teplotě 35 000 - 50 000 K.
Když se hvězda smršťuje, hustota a teplota vrstvy He II se zvětšuje. He II začíná transformovat na He III (druhá ionizace). Zvyšuje se opacita a únik energie z nitra hvězdy je efektivně absorbován. Zvyšuje se teplota vrstvy a tím se začíná zvětšovat. Po zvětšení teplota a hustota klesá a He III začíná rekombinovat na He II. Vnější vrstvy se smršťují a cyklus začíná znovu.
Fázový posun mezi radiální rychlostí hvězdy a jasností závisí na vzdálenosti mezi zónou He II a povrchem hvězdy ve hvězdné atmosféře.